# Radu Mîțu
Radu Mîțu (n. 4 noiembrie 1994, Orhei, raionul Orhei, Republica Moldova) este un fotbalist moldovean care în prezent joacă pe postul de portar la echipa suedeză Vasalunds IF, anterior la echipa FC Milsami Orhei (2013–2019) echipa națională U-21